# Rebeca Grynspan Mayufis
Rebeca Grynspan Mayufis GCIH (14 de dezembro de 1955, San José, Costa Rica) é uma política e economista costarriquense. Foi Secretária-Geral da Secretaria-Geral Ibero-Americana entre 2014 e 2021, eleita por unanimidade na Reunião Extraordinária de Ministros de Relações Exteriores realizada no dia 24 de fevereiro de 2014 no México, DF, onde estiveram presentes representantes dos 22 países que compõem a Conferência Ibero-Americana.  Exerceu os cargos de Secretária-Geral Adjunta das Nações Unidas e de Administradora Associada do Programa das Nações Unidas para o Desenvolvimento. Foi a segunda vice-presidente da Costa Rica na gestão de José María Figueres Olsen (1994-1998).

## Vida Pessoal
É filha de Manuel Grynspan Burstin e Sara Mayufis Schapiro, imigrantes poloneses de ascendência judia. Está casada com Saúl Weisleder, deputado do Partido Liberación Nacional, e tem dois filhos.

## Formação Acadêmica
Estudou economia e sociologia na Universidade Hebraica de Jerusalém. É bacharel em economia pela Universidade da Costa Rica e mestre em economia pela Universidade de Sussex, Inglaterra.

## Secretaria-Geral Ibero-Americana
Rebeca Grynspan foi eleita Secretária-Geral Ibero-Americana por unanimidade na Reunião Extraordinária de Ministros de Relações Exteriores realizada no dia 24 de fevereiro de 2014 no México, DF, onde estiveram presentes representantes dos 22 países que compõem a Conferência Ibero-Americana. Tomou posse no dia 1 de abril de 2014. A SEGIBé um organismo internacional formado pelos 22 países da região Ibero-Americana.
A 9 de setembro de 2021, foi agraciada com o grau de Grã-Cruz da Ordem do Infante D. Henrique, de Portugal.

## Nações Unidas
Foi nomeada Secretária-Geral Adjunta das Nações Unidas (ONU) e Administradora Associada do Programa das Nações Unidas para o Desenvolvimento pelo Secretário-Geral Ban Ki-moon no dia 1 de Fevereiro de 2010. Antes da nomeação, foi Sub-Secretária-Geral e Diretora Regional para América Latina e Caribe do Programa das Nações Unidas para o Desenvolvimento (2006-2010). Anteriormente, foi Diretora da Sede Sub-Regional da Comissão Econômica para a América Latina e o Caribe (CEPAL) no México, onde co-presidiu a Junta Executiva do Instituto Internacional de Pesquisas de Políticas Alimentares, de 2001 a 2006. É membra do Conselho Diretivo do Programa de Apoio a Liderança e Representação da Mulher do BID. Foi Vice-Presidenta do Conselho Diretivo do International Food Policy Research Institute.2
Em setembro de 2021, regressou à ONU como secretária-geral da Conferência das Nações Unidas sobre Comércio e Desenvolvimento, por proposta do secretário-geral da ONU, António Guterres.

## Cargos Políticos
Rebeca Gryspan foi Vice-Ministra da fazenda (1986-1988), Ministra de Habitação e Assentamentos Humanos (1996-1998), Ministra Coordenadora do Setor Econômico (1995-1996) e do Setor Social do Governo (1994-1998). Foi nomeada Vice-Presidente da República no mandato de José María Figueres Olsen (1994-1998).